# Rzeczenica
Rzeczenica (Stegers fino al 1945) è un comune rurale polacco del distretto di Człuchów, nel voivodato della Pomerania.
Ricopre una superficie di 274,92 km² e nel 2004 contava 3 735 abitanti.